# Princípio, Meio e Fim
Princípio, Meio e Fim é uma série de televisão produzida pela Força de Produção que foi exibida aos domingos à noite na SIC de 11 de abril a 16 de maio de 2021. É criada por Bruno Nogueira, Nuno Markl, Filipe Melo e Salvador Martinha.
Conta com Bruno Nogueira, Jéssica Athayde, Albano Jerónimo, Nuno Lopes e Rita Cabaço nos principais papéis.

## Sinopse
Todas as semanas, cinco amigos reúnem-se para jantar. Mas o que estes cinco amigos não sabem é que são figuras de ficção. O que eles dizem e fazem não é decidido por eles. As duas primeiras páginas do que eles dizem no jantar são sempre as mesmas, em cada episódio. A partir daí, está tudo em aberto. O que o espectador vai ver, todas as semanas, é uma versão diferente desse mesmo jantar. O destino dessas personagens esta na mão de quatro pessoas, que irão escrever o que acontece nessa noite entre amigos.
Regras para escrever este jantar: Todas as semanas, temos um computador e 2 horas - 2 horas apenas, nem mais um segundo - para o escrever.
Se alguma frase ficar a meio, se alguma palavra ficar mal escrita, se alguma coisa não fizer sentido - terá de ir tal como está. A ideia é não forçar o erro - mas se ele acontecer, não teremos outro remédio senão aceitá-lo. Como se não bastasse esta pressão toda, decidimos dificultar ainda mais a nossa vida, com obstáculos que, durante essas duas horas, nos serão impostos pela produção.
Agora, porque é vamos fazer este programa? Porque queremos. E porque podemos.

## Elenco
| Ator/Atriz      | Personagem       |
| --------------- | ---------------- |
| Bruno Nogueira  | Luís Henrique    |
| Jéssica Athayde | Francisca «Xica» |
| Albano Jerónimo | Paulo            |
| Nuno Lopes      | Stone            |
| Rita Cabaço     | Maria João       |

## Episódios
| # | Título                | Escrito por                                                 | Exibição original   | Audiências (em milhões) |
| - | --------------------- | ----------------------------------------------------------- | ------------------- | ----------------------- |
| 1 | "O Portal"            | Bruno Nogueira, Nuno Markl, Filipe Melo e Salvador Martinha | 11 de abril de 2021 | 0.50                    |
| 2 | "Aniversário"         | Bruno Nogueira, Nuno Markl, Filipe Melo e Salvador Martinha | 18 de abril de 2021 | 0.33                    |
| 3 | "O Estafeta"          | Bruno Nogueira, Nuno Markl, Filipe Melo e Salvador Martinha | 25 de abril de 2021 | 0.33                    |
| 4 | "Alto Mar"            | Bruno Nogueira, Nuno Markl, Filipe Melo e Salvador Martinha | 2 de maio de 2021   | 0.20                    |
| 5 | "Talentos Escondidos" | Bruno Nogueira, Nuno Markl, Filipe Melo e Salvador Martinha | 9 de maio de 2021   | 0.22                    |
| 6 | "Zombies"             | Bruno Nogueira, Nuno Markl, Filipe Melo e Salvador Martinha | 16 de maio de 2021  | ASD                     |